# Coupe Banque Nationale 2016
Il Coupe Banque Nationale 2016 è stato un torneo di tennis giocato sul cemento indoor. È stata la 24ª edizione del Coupe Banque Nationale, che fa parte della categoria International nell'ambito del WTA Tour 2016. Si è giocato al PEPS sport complex di Québec City in Canada, dal 12 al 18 settembre 2016.

## Partecipanti

### Teste di serie
| Nazionalità | Giocatrice           | Ranking* | Teste di serie |
| ----------- | -------------------- | -------- | -------------- |
| Canada      | Eugenie Bouchard     | 39       | 1              |
| Germania    | Annika Beck          | 41       | 2              |
| Croazia     | Mirjana Lučić-Baroni | 56       | 3              |
| Germania    | Julia Görges         | 64       | 4              |
| Regno Unito | Naomi Broady         | 82       | 5              |
| Germania    | Mona Barthel         | 96       | 6              |
| Russia      | Evgenija Rodina      | 98       | 7              |
| Stati Uniti | Samantha Crawford    | 101      | 8              |

* Ranking al 29 agosto 2016.

### Altre partecipanti
Le seguenti giocatrici hanno ricevuto una wild card per il tabellone principale:
- Françoise Abanda
- Aleksandra Wozniak
- Carol Zhao

Le seguenti giocatrici sono passate dalle qualificazioni:

- Lauren Davis
- Amandine Hesse
- Barbora Krejčíková
- Danielle Lao
- Jamie Loeb
- Tereza Martincová

La seguente giocatrice è entrata in tabellone come lucky loser:
- Barbora Štefková

## Campionesse

### Singolare
Océane Dodin ha sconfitto in finale  Lauren Davis con il punteggio di 6-4, 6-3.
- È il primo titolo in carriera per la Dodin.

### Doppio
Andrea Hlaváčková /  Lucie Hradecká hanno sconfitto in finale  Alla Kudrjavceva /  Aleksandra Panova con il punteggio di 7–6(2), 7–6(2).